# Lijst van spelers van het Nigeriaanse voetbalelftal
Deze lijst van spelers van het Nigeriaanse voetbalelftal geeft een overzicht van alle voetballers die minimaal veertig interlands achter hun naam hebben staan voor Nigeria. Vetgedrukte spelers zijn in 2022 of 2023 nog voor de nationale ploeg uitgekomen.

## Overzicht
- Bijgewerkt tot en met het duel met  Sierra Leone op 18 juni 2023.

| Naam speler          | Debuut | Laatst | Interlands | Goals |
| -------------------- | ------ | ------ | ---------- | ----- |
| Ahmed Musa           | 2010   | 2023   | 108        | 16    |
| Vincent Enyeama      | 2002   | 2015   | 101        | 0     |
| Joseph Yobo          | 2001   | 2014   | 101        | 7     |
| John Obi Mikel       | 2005   | 2019   | 90         | 6     |
| Nwankwo Kanu         | 1994   | 2011   | 86         | 13    |
| Muda Lawal           | 1975   | 1985   | 82         | 11    |
| Jay-Jay Okocha       | 1993   | 2006   | 73         | 14    |
| Stephen Keshi        | 1981   | 1994   | 68         | 9     |
| Peter Rufai          | 1981   | 1998   | 66         | 1     |
| Peter Odemwingie     | 2002   | 2014   | 65         | 11    |
| Alex Iwobi           | 2015   | 2023   | 63         | 10    |
| William Troost-Ekong | 2015   | 2022   | 63         | 4     |
| Finidi George        | 1991   | 2002   | 62         | 6     |
| Rashidi Yekini       | 1983   | 1998   | 62         | 37    |
| Elderson Echiéjilé   | 2009   | 2018   | 61         | 3     |
| Kenneth Omeruo       | 2013   | 2023   | 61         | 1     |
| Emmanuel Okala       | 1972   | 1980   | 59         | 0     |
| Yakubu Aiyegbeni     | 2000   | 2012   | 58         | 21    |
| Henry Nwosu          | 1980   | 1991   | 58         | 6     |
| Moses Simon          | 2015   | 2023   | 58         | 8     |
| Garba Lawal          | 1997   | 2006   | 57         | 6     |
| Christian Okoro      | 1974   | 1981   | 54         | 5     |
| Sunday Oliseh        | 1993   | 2002   | 54         | 2     |
| Taye Taiwo           | 2004   | 2012   | 54         | 5     |
| Aloysius Atuegbu     | 1974   | 1981   | 53         | 7     |
| Ogenyi Onazi         | 2012   | 2018   | 53         | 1     |
| Seyi Olofinjana      | 2000   | 2012   | 52         | 0     |
| Efe Ambrose          | 2008   | 2016   | 51         | 4     |
| Wilfred Ndidi        | 2015   | 2023   | 51         | 0     |
| Augustine Eguavoen   | 1987   | 1998   | 49         | 1     |
| Samson Siasia        | 1984   | 1998   | 49         | 17    |
| John Utaka           | 2001   | 2012   | 49         | 6     |
| Victor Obinna        | 2006   | 2014   | 48         | 13    |
| Mutiu Adepoju        | 1990   | 2002   | 47         | 5     |
| Ademola Adeshina     | 1982   | 1990   | 47         | 9     |
| Godfrey Oboabona     | 2012   | 2016   | 47         | 1     |
| Patrick Odegbami     | 1976   | 1981   | 47         | 22    |
| Uche Okechukwu       | 1990   | 1998   | 47         | 3     |
| Daniel Amokachi      | 1990   | 1999   | 46         | 13    |
| Leon Balogun         | 2014   | 2022   | 46         | 1     |
| Ikechukwu Uche       | 2007   | 2014   | 46         | 19    |
| Kelechi Iheanacho    | 2015   | 2023   | 45         | 12    |
| Oghenekaro Etebo     | 2013   | 2022   | 44         | 3     |
| Kalu Uche            | 2003   | 2012   | 43         | 6     |
| Obafemi Martins      | 2004   | 2015   | 42         | 18    |
| Yisa Sofuluwe        | 1983   | 1988   | 42         | 1     |
| Taribo West          | 1994   | 2005   | 42         | 0     |
| Shehu Abdullahi      | 2014   | 2022   | 41         | 0     |
| Anthony Igwe         | 1968   | 1974   | 40         | 3     |

NFA · A-internationals · Selecties · Bondscoaches · Statistieken · Nigeriaans vrouwenelftal · Olympisch elftal · Nigeria U21 · Nigeria U20 · Nigeria U19 · Nigeria U18 · Nigeria U17
1950 – 1959 · 
1960 – 1969 · 
1970 – 1979 · 
1980 – 1989 · 
1990 – 1999 · 
2000 – 2009 · 
2010 – 2019 ·
2020 − 2029
CC 1995 · 
CC 2013
WK 1994 · 
WK 1998 · 
WK 2002 · 
WK 2010 · 
WK 2014 · 
WK 2018
OS 1968 · 
OS 1980 · 
OS 1988 · 
OS 1996 · 
OS 2000 · 
OS 2008 · 
OS 2016
1949 · 
1950 · 1951 · 1952 · 1953 · 1954 · 
1955 · 
1956 · 
1957 · 
1958 · 
1959 · 
1960 · 
1961 · 
1962 · 
1963 · 
1964 · 
1965 · 
1966 · 
1967 · 
1968 · 
1969 · 
1970 · 
1971 · 
1972 · 
1973 · 
1974 · 
1975 · 
1976 · 
1977 · 
1978 · 
1979 · 
1980 · 
1981 · 
1982 · 
1983 · 
1984 · 
1985 · 
1986 · 
1987 · 
1988 · 
1989 · 
1990 · 
1991 · 
1992 · 
1993 · 
1994 · 
1995 · 
1996 · 
1997 · 
1998 · 
1999 · 
2000 · 
2001 · 
2002 · 
2003 · 
2004 · 
2005 · 
2006 · 
2007 · 
2008 · 
2009 · 
2010 · 
2011 · 
2012 · 
2013 · 
2014 ·
2015 ·
2016 ·
2017 ·
2018 ·
2019 ·
2020 ·
2021 ·
2022
Algerije ·
Angola ·
Argentinië ·
Australië ·
Benin ·
Bosnië en Herzegovina ·
Botswana ·
Brazilië ·
Bulgarije ·
Burkina Faso ·
Burundi ·
Canada ·
Centraal-Afrikaanse Republiek ·
Colombia ·
Congo-Brazzaville ·
Congo-Kinshasa ·
Costa Rica ·
Denemarken ·
Duitsland ·
Ecuador ·
Egypte ·
Engeland ·
Equatoriaal-Guinea ·
Eritrea ·
Ethiopië ·
Frankrijk ·
Gabon ·
Gambia ·
Georgië ·
Ghana ·
Griekenland ·
Guinee ·
Guinee-Bissau ·
Ierland ·
IJsland ·
Indonesië ·
Iran ·
Italië ·
Ivoorkust ·
Jamaica ·
Japan ·
Joegoslavië ·
Jordanië ·
Kaapverdië · 
Kameroen ·
Kenia ·
Kroatië ·
Lesotho ·
Liberia ·
Libië ·
Luxemburg ·
Madagaskar ·
Malawi ·
Mali ·
Marokko ·
Mexico ·
Mozambique ·
Namibië ·
Nederland ·
Niger ·
Noord-Korea ·
Noord-Macedonië ·
Noorwegen ·
Oeganda ·
Oekraïne ·
Oezbekistan ·
Oostenrijk ·
Paraguay ·
Peru ·
Polen ·
Portugal ·
Roemenië ·
Rwanda ·
Saoedi-Arabië ·
Sao Tomé en Principe ·
Schotland ·
Senegal ·
Servië ·
Seychellen ·
Sierra Leone ·
Soedan ·
Spanje ·
Swaziland ·
Tahiti ·
Tanzania ·
Thailand ·
Togo ·
Tsjaad ·
Tsjechië ·
Tunesië ·
Uruguay ·
Venezuela ·
Verenigde Staten ·
Zambia ·
Zimbabwe ·
Zuid-Afrika ·
Zuid-Korea ·
Zweden ·
Zwitserland
Argentinië (2010) ·
Argentinië (2014) ·
Argentinië (2018) ·
Bosnië en Herzegovina (2014) ·
Burkina Faso (2013) ·
Frankrijk (2014) ·
Iran (2014) ·
IJsland (2018) ·
Kroatië (2018) ·
Zuid-Korea (2010)